# 正觉寺 (圆明园)
正觉寺是位于北京市海淀区圆明园内的一座藏传佛教格鲁派寺院。
清朝时，由于北京有两座正觉寺（另一座为大正觉寺）较为有名，且均为藏传佛教寺院，故圆明园正觉寺又被称作“新正觉寺”。

## 历史
清朝乾隆三十八年（1773年），乾隆帝為“興黃教以安蒙古”，乃修建藏傳佛教寺院正覺寺。據清朝檔案史料《圓明園》載：“乾隆三十八年十月，奏請新建正覺寺安設喇嘛住持焚修。奉旨：著由香山寶諦寺撥派大喇嘛一名、小喇嘛四十名，即于此內委署副大喇嘛兩名住持焚修念經，即著伊等就近前往，在含經堂梵香樓，每月初一、十五、初八、十三、三十日念經五次。”
清朝，正觉寺是理藩院管理的满族藏传佛教寺院之一，也是北京9座满族藏传佛教寺院之一。清朝载于《理藩院则例》的满族藏传佛教寺庙共有6座，分别为东陵隆福寺、西陵永福寺、香山宝谛寺、圆明园正觉寺、功德寺、承德殊像寺。
1860年，圓明園遭英法联军洗劫；1900年，圓明園又遭八国联军破坏。在这兩次劫难中，正覺寺因位于圓明三園園牆外而幸免，最终成为圓明園內残存的完整度最高的建築群，寺內還存有圓明三園唯一残留的古樹群。
1900年前后，正覺寺曾一度被義和團占用。八國聯軍占领北京時，寺內部分門窗及佛像被駐在该寺南边的朗潤園（今属于北京大学）的德軍毀壞。民國初年，正覺寺被顏惠慶購买并当作私人別墅，寺内喇嘛被遣散，佛像被拆除，建筑进行了改造。释妙舟《蒙藏佛教史》载，“新正觉寺。在万寿山迤东三里河，建于乾隆年间。殿共四进，枕山临水，风景幽雅。规模宏敞，备极辉煌，万寿之水，环流寺门。寺内前额定喇嘛三十余名，民国十一年易为某宅公馆，寺内喇嘛奉令移居海甸陈府。”

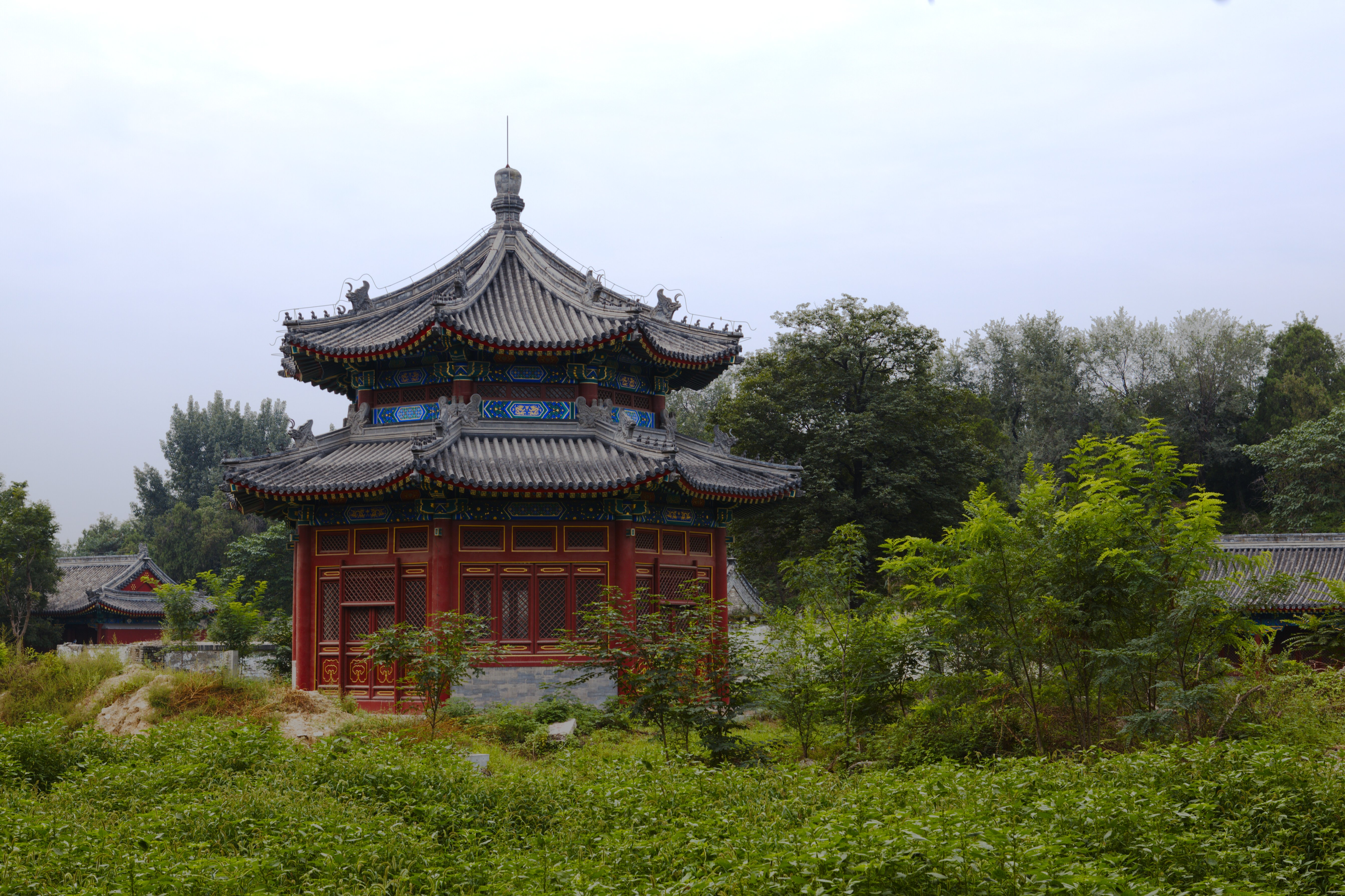
2009年时的正觉寺文殊亭

后來，正覺寺被轉售与清華大學当作教職員工宿舍。1970年代起，占用正覺寺的海淀機械廠（今北京長城鍋爐廠）等單位又拆改了寺內的古建筑。到2002年正覺寺復建之前，正覺寺的建築中僅余山門、文殊亭、4座配殿、26棵古樹。
1990年代起，正覺寺的保護受到國家文物局、北京市文物局、圓明園等單位的关注。2000年7月，寺内的25位居民被搬迁，拆除了寺院范围内非古建筑1026.42平方米。2001年底，使用正觉寺的长城锅炉厂拆迁。2002年，國家文物局、北京市文物局、中共海淀區委、海淀區人民政府啟動了正覺寺的保護、修繕及復建工作。在圓明園建筑中，正覺寺也是迄今唯一获得文物保护部門批復而整體復建的古建築群。
2002年底起，正覺寺整修工程分兩期开展，一期修繕工程修繕了正覺寺全部遺留建築，面積990平方米。2009年12月16日，正覺寺復建保護工程正式開工，復建的对象包括天王殿、三聖殿、最上樓、六大金剛殿、東路輔房、東轉角房、院門、掖門等，面積2659平方米。2010年10月8日，正值“圆明园罹难150周年纪念日”前夕，正觉寺复建保护工程主体工程完工。山门广场上同时竖立刻有欧阳中石所题“不能忘记”的圆明园罹劫150周年纪念石。
2011年7月6日，正覺寺复建保护工程全面竣工，首次對公眾試開放，同时在天王殿展出“涅槃的奇跡——正覺寺專題展”。在刚刚試開放的正覺寺内，并无佛像乃至香爐。这是由于原先的佛像早已毀灭，是否需重設佛像，圆明园管理處還需向國家文物局申報。
2023年，圆明园博物馆在正觉寺揭牌。

## 建筑
正覺寺位于圓明三園之一綺春園正宮門以西，坐北朝南，后門通往綺春園，但又獨立成一院，南侧單設山门。该寺占地面积1.43萬平方米，建築面積3649平方米，主要建筑有：
- 山門：两侧有八字墙。山門外檐刻有“正覺寺”三字，為乾隆帝御書，漢文、滿文、藏文、蒙古文四体文字合璧。[1]
- 天王殿：位于山门以北。面阔五间。[1]
  - 鐘樓、鼓樓：位于天王殿前东西两侧。[1]
- 三聖殿：位于天王殿以北。面阔七间，单檐庑殿顶，后出抱厦三间。[1]
  - 五佛殿：位于三聖殿前东西两侧，是三聖殿的左、右配殿。[1]
- 文殊亭：位于三聖殿以北。平面呈八角形。原来供奉文殊菩薩騎青獅之像。[1]
- 最上樓：位于寺院最北端，为藏经楼。原来供佛5尊。[1]
  - 六大金剛殿：位于最上樓前东西两侧，是最上樓的左、右配殿。[1]

### 图片

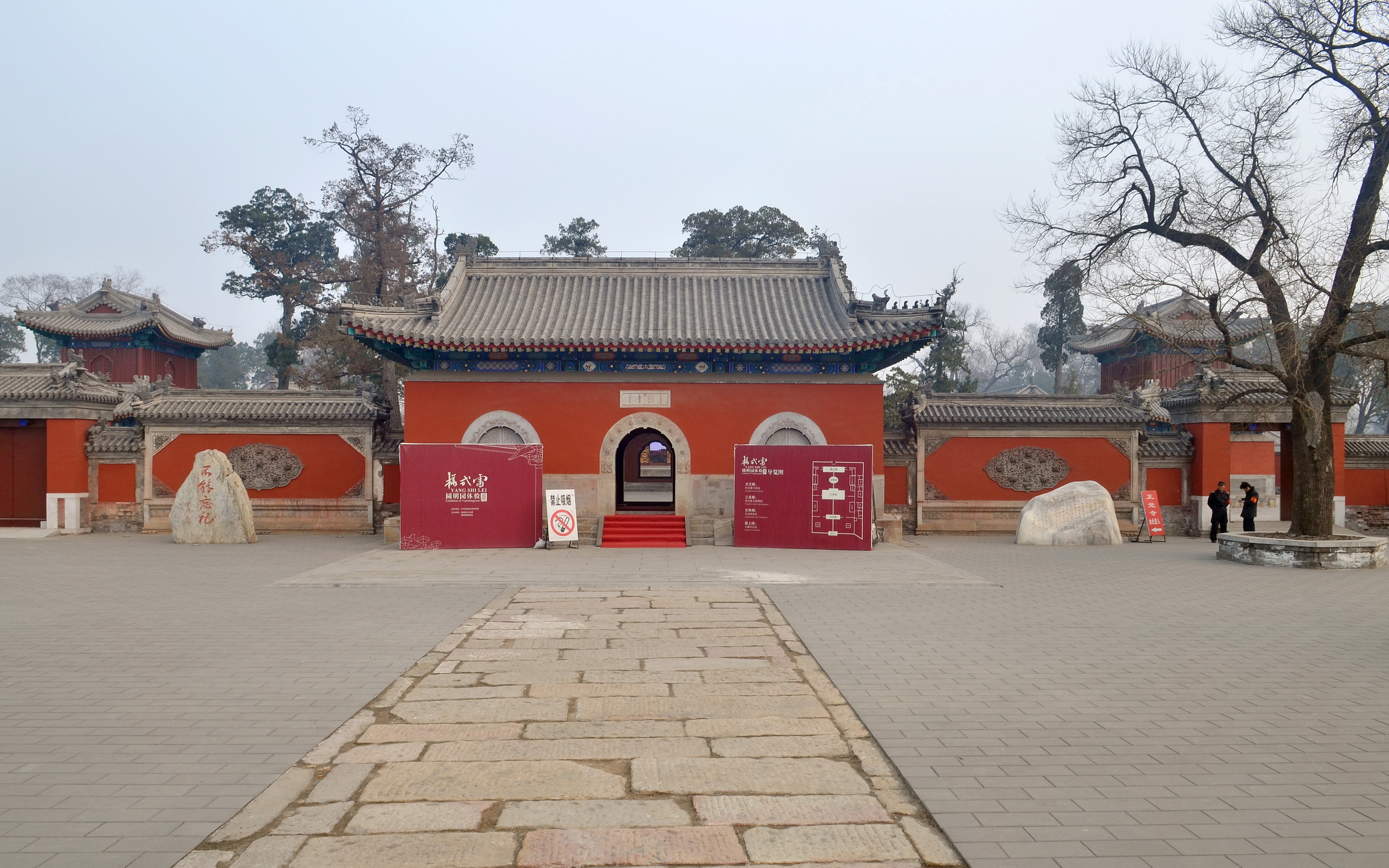
修复的正觉寺山门
重建的天王殿
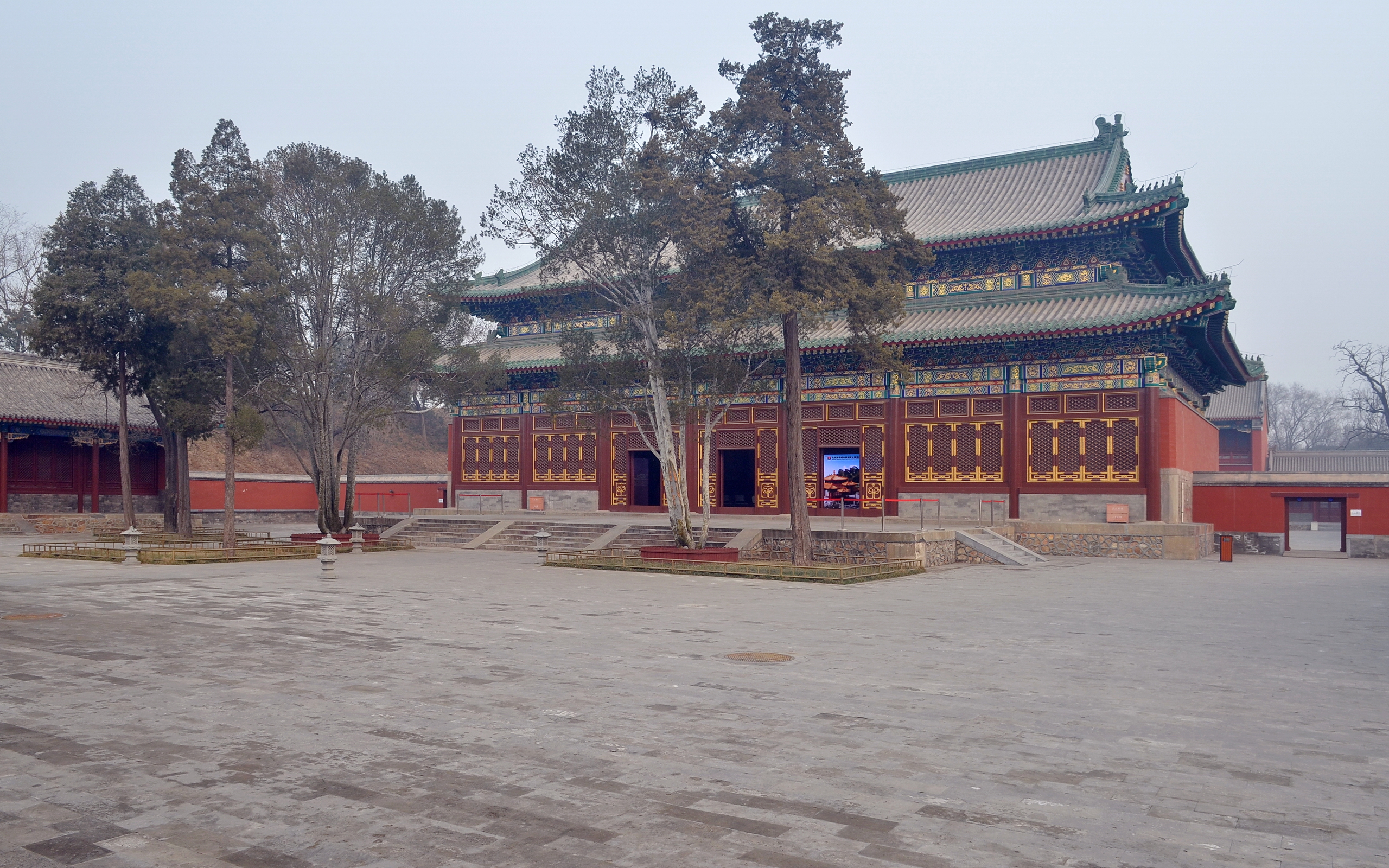
重建的三圣殿
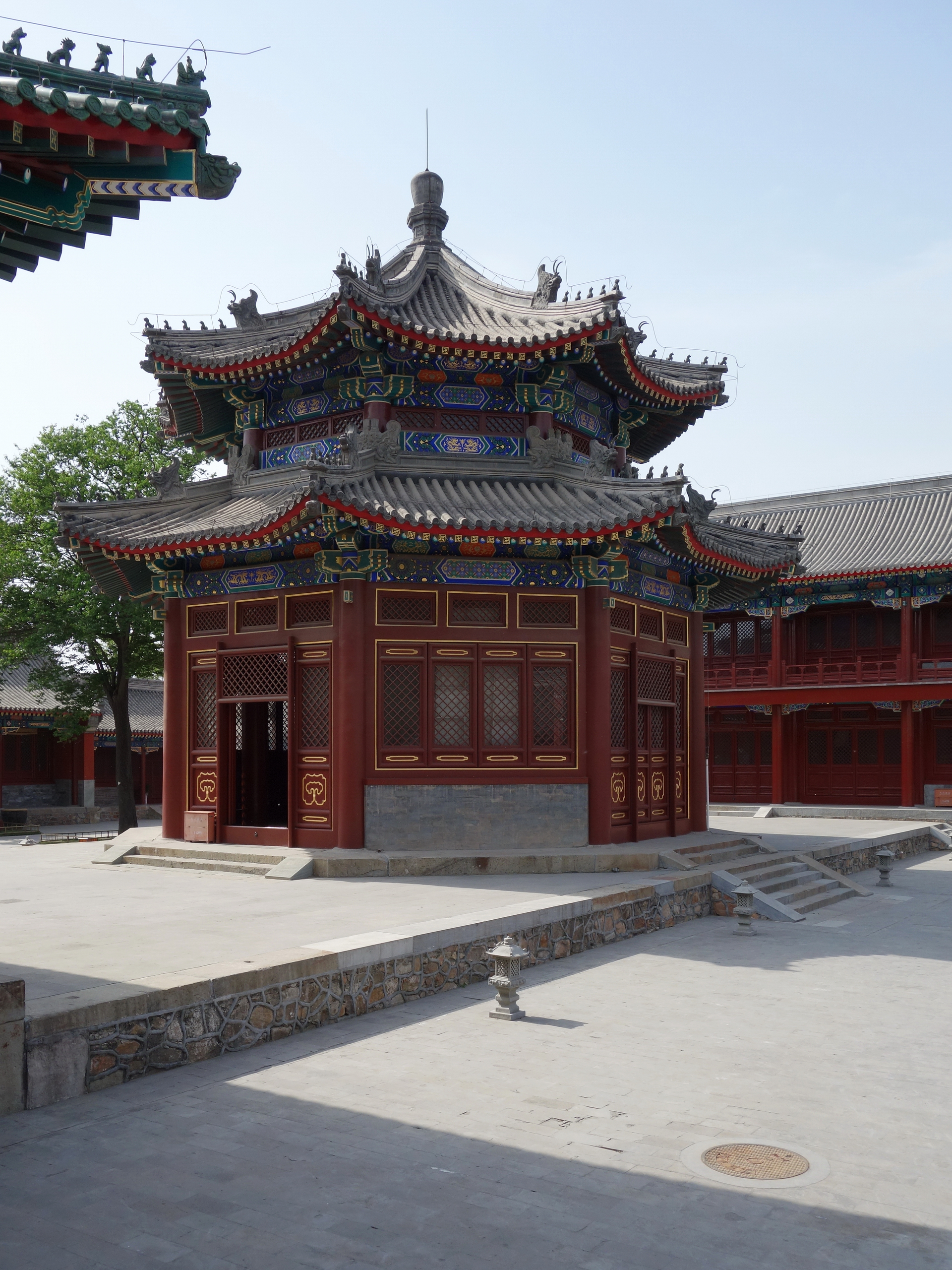
修复的八角形文殊殿
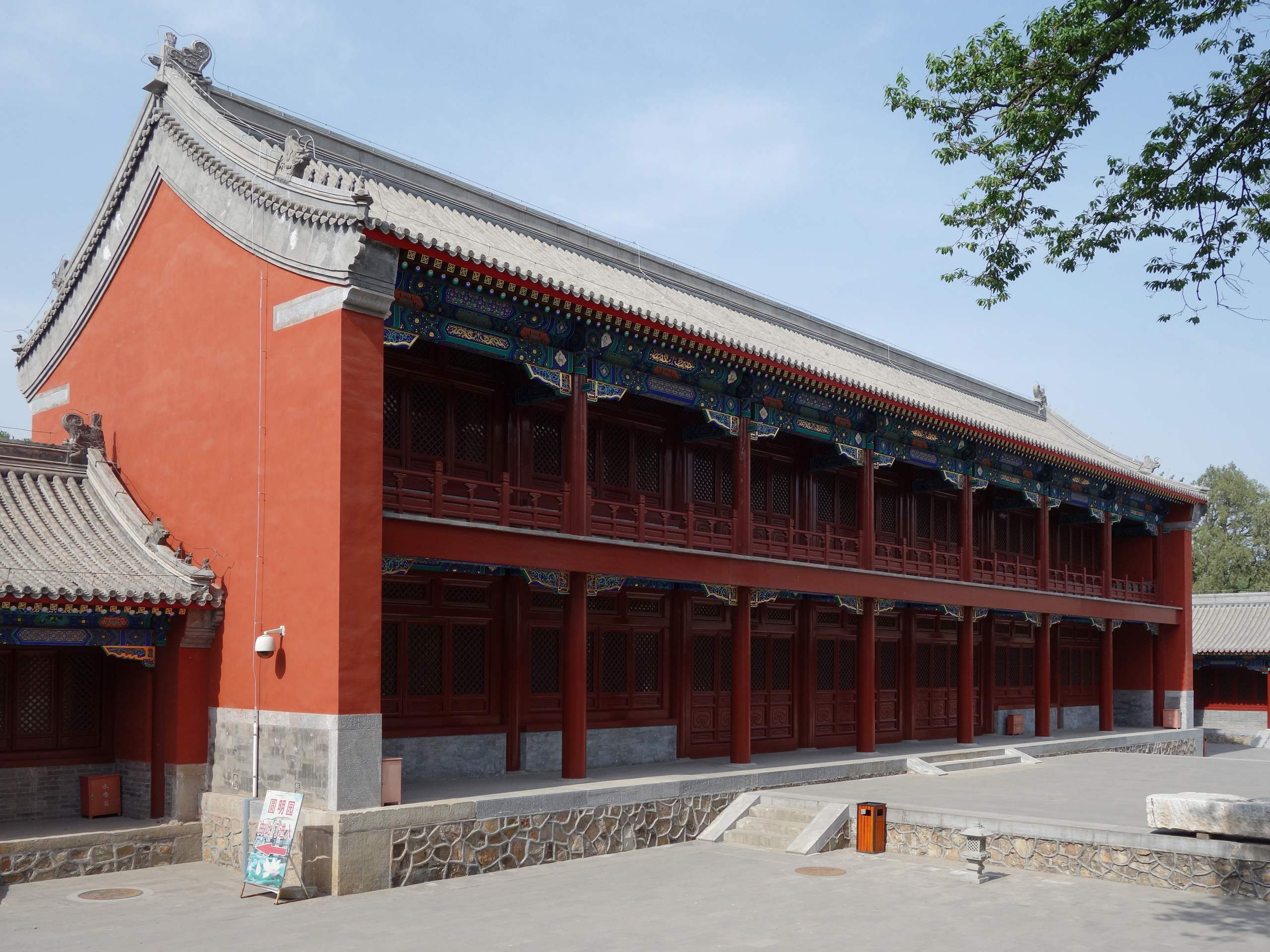
重建的最上樓
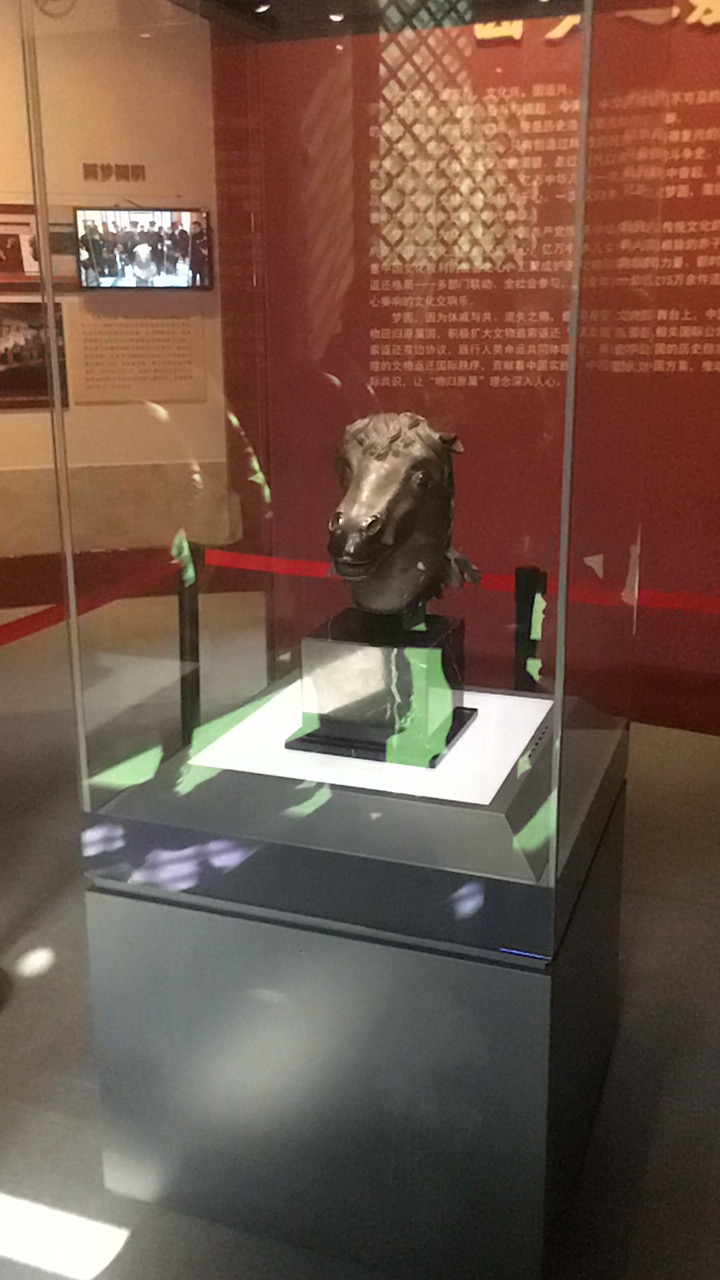
正觉寺马首